# Concerto per violoncello e orchestra n. 2 (Dvořák)
Il Concerto per violoncello in Si minore, op. 104, b. 191 di Antonín Dvořák è uno dei concerti per violoncello più suonati e registrati. Fu l'ultimo dei concerti di Dvořák, e fu composto nel 1894-1895 per un suo amico, il violoncellista Hanuš Wihan, ma eseguito per la prima volta dal violoncellista inglese Leo Stern. È largamente riconosciuto come uno dei più grandi capolavori di Dvořák, in cui si uniscono gli elementi "americani" delle sue composizioni, ritrovabili anche nella Sinfonia Dal Nuovo Mondo, e la matrice classica europea originaria delle sue composizioni.
L'organico previsto dalla composizione è di 2 flauti, 2 oboi, 2 clarinetti, 2 fagotti, 3 corni, 2 trombe, 3 tromboni, tuba, timpani, triangolo, violoncello (solo) e archi.

## Storia
Nel 1865, agli inizi della sua carriera, Dvořák iniziò a scrivere un Concerto per violoncello in La maggiore, b. 10, per il violoncellista Ludevit Peer, che il compositore aveva conosciuto al tempo in cui entrambi suonavano nell'orchestra del Teatro Provvisorio di Praga. Dvořák diede la prima versione di questo concerto (senza orchestrazione, con il solo accompagnamento per pianoforte) a Peer, ma in seguito il brano andò perduto e Dvořák non lo inserì mai nell'elenco delle sue composizioni. Questo primo concerto venne ritrovato in Germania nel 1925.
Hanuš Wihan, più di tutti, aveva chiesto un concerto per violoncello da molto tempo, ma Dvořák aveva sempre rifiutato, ritenendo che il violoncello fosse uno strumento perfetto da suonare in un'orchestra o in un complesso cameristico, ma non così buono come strumento solista.
Dvořák, finalmente, scrisse il concerto mentre era a New York per la sua terza nomina di direttore del Conservatorio nazionale. Nel 1894 uno degli insegnanti del conservatorio, Victor Herbert, anch'egli un compositore, completò il suo Concerto per Violoncello n. 2 in Mi minore, op. 30, e lo eseguì in una serie di concerti, cominciando dal 9 marzo. Dvořák aveva ascoltato al massimo due esecuzioni di questo pezzo e fu ispirato ad acconsentire alla richiesta di Wihan di comporre il concerto per violoncello. Herbert era stato il violoncellista principale nell'orchestra che eseguì, per la prima volta, la sinfonia Dal Nuovo Mondo  il 16 dicembre 1893, e scrisse il suo concerto nella stessa tonalità, Mi minore. Il movimento centrale di Herbert era in Si minore, e probabilmente questo ispirò Dvořák a scrivere il proprio concerto in quella tonalità. Iniziò a scriverlo l'8 novembre 1894 e lo completò il 9 febbraio 1895.
Dopo aver visto la partitura, Hanus Wihan diede diversi suggerimenti per migliorarlo, includendo due cadenze, ma Dvořák accettò solo qualche accorgimento minore e mai le cadenze. Si accertò sempre che non ci fossero deviazioni da come egli aveva concepito il suo concerto, e scrisse ai suoi editori:
Il finale, egli insistette, deve finire con un Diminuendo
Hanus Wihan inizialmente eseguì privatamente il concerto con il compositore a Lužany nell'agosto del 1895. Nonostante non accettò mai molti dei suggerimenti di Wihan, Dvořák volle che egli eseguisse pubblicamente il lavoro a Londra durante la sua visita che vi fece nel Marzo del 1896, e fino al 14 febbraio 1896 era in procinto di impedirne l'esecuzione se Wihan non fosse stato il solista. Il motivo per cui l'Inglese Leo Stern fu, infine, scelto come solista invece di Wihan è stato oggetto di varie teorie:
- Wihan rifiutò di suonare il lavoro dopo che Dvořák gli aveva proibito di suonare le due cadenze che aveva proposto
- la data di Londra coincideva con la data del concerto del Bohemian Quartet, dal quale Wihan era già stato contattato
- la Philharmonic Society aveva ingaggiato Leo Stern senza consultare Dvořák, ed il compositore non aveva espressamente chiarito alla Society di aver promesso il posto a Wihan
- Stern aveva firmato un contratto con Dvořák a Praga e quando divenne chiaro che Wihan non avrebbe potuto suonare nella première, Dvořák scelse Stern per sostituirlo.

La prima del concerto ebbe luogo il 19 marzo 1896, nella Queen's Hall a Londra con la London Philharmonic Orchestra, diretta da Dvořák, con Leo Stern solista. Il violoncello suonato da Stern era il "General Kid" costruito nel 1684, uno dei 60 violoncelli prodotti da Stradivari.
Il concerto fu pubblicato nel 1896 da N. Simrock, Berlino.

## Struttura
In quest'opera si uniscono gli elementi "americani" delle sue composizioni, ritrovabili anche nella Sinfonia Dal Nuovo Mondo, da cui Dvořák fu arricchito dal suo soggiorno in America, come la contaminazione della sua musica con gli spirituals, e la matrice classica europea originaria delle sue composizioni, rendendo questo un capolavoro formale del compositore boemo.
Questo pezzo è stato concepito per un'intera orchestra romantica, contenente 2 flauti, 2 oboi, 2 clarinetti, 2 fagotti, 3 corni, 2 trombe, 3 tromboni, tuba, timpani, triangolo ed archi. È stato scritto nella classica forma di 3 movimenti:
1. Allegro (Si minore, poi Si maggiore; circa 15 minuti)
2. Adagio, ma non troppo (Sol maggiore; circa 12 minuti)
3. Finale: Allegro moderato - Andante - Allegro vivo (Si minore, poi Si maggiore; circa 13 minuti)

Durata totale: circa 40 minuti.

## Analisi
Scritto nella forma di una sonata, il primo movimento inizia con una lunga introduzione dell'orchestra, che demarca entrambi i temi e permette al solista di espandersi su questi. Seguendo questo movimento iniziale, arriva l'Adagio, un movimento lirico che appare nella forma pastorale e colmo di agitazione.
Un grande sentimento di nostalgia pervade il terzo ed ultimo movimento, dalla forma di un rondò. Il movimento cresce in modo sempre più passionale, finché il pezzo termina riprendendo temi dal primo e secondo movimento, concludendosi in modo lento e giubilante.
La partitura originale di Dvořák, prima che egli accettasse alcune delle modifiche suggerite da Wihan, è stata descritta come "molto più musicale".